# Колесников, Константин Сергеевич
Константи́н Серге́евич Коле́сников (27 декабря 1919, Таратино, Владимирская губерния — 13 мая 2016) — советский и российский учёный в области механики и ракетной техники, специалист по динамике, прочности и надёжности машин; академик АН СССР — РАН. Лауреат Государственной премии СССР.

## Биография
Родился в деревне Таратино (ныне — Александровского района Владимирской области).
В 1939 г. закончил Ярославский автомеханический техникум и в том же году поступил в МВТУ им. Н. Э. Баумана, но уже в октябре призван в армию. Воевал на Западном, Волховском и 2-м Украинском фронтах: оборона Москвы, прорыв блокады Ленинграда, Ясско-Кишинёвская операция, взятие Будапешта; дошёл до Чехословакии.
После войны год служил в Свердловском военном округе. После демобилизации (август 1946 г.) вернулся на студенческую скамью и в 1952 г. с отличием окончил МВТУ. В 1953 г. защитил кандидатскую диссертацию на тему «Автоколебания управляемых колёс автомобиля».
В 1954—2000 гг. занимался педагогической работой в МВТУ (с 1989 г. — МГТУ) им. Н. Э. Баумана; в 1964—1988 гг. — его проректор по научной работе, затем — советник при ректорате МГТУ. В 1966—1990 гг. заведовал кафедрой теоретической механики, с 1990 г. — профессор этой кафедры.
С 1954 года работал по совместительству в КБ С. П. Королёва. В 1959 г. защитил докторскую диссертацию на тему об устойчивости движения снабжённой системой автономного управления жидкостной ракеты пакетной схемы 8К78. В 1969 году написал монографию «Жидкостная ракета как объект регулирования», в 1971 г. — «Продольные колебания ракеты с ЖРД». Автор около 200 статей, 13 монографий и учебников для вузов в области механики и ракетной техники.
Член-корреспондент АН СССР с 29 декабря 1981 года, академик с 23 декабря 1987 года (Отделение энергетики, машиностроения, механики и процессов управления), член совета старейшин Российской инженерной академии, почётный член Международной инженерной академии. В 2008 году Международный биографический центр в Кембридже включил Колесникова в число 100 ведущих инженеров мира.
Член бюро ОЭММПУ РАН, председатель Научного совета РАН по проблемам машиностроения и технологических процессов, главный редактор журнала «Известия вузов. Машиностроение», член экспертного Совета по машиностроению ВАК, заместитель председателя редакционного совета и главного редактора «Энциклопедии машиностроения» в 45 томах.
Похоронен на Введенском кладбище (29 уч.).

## Награды и почётные звания
- Лауреат Государственной премии СССР за работу в области динамики ракет (1974).
- Лауреат премий Президента Российской Федерации (2003) и Правительства Российской Федерации в области образования (2008), Золотой медали им. В. Г. Шухова. Премия имени Ф. А. Цандера РАН (2011).
- Награждён орденами Октябрьской Революции, Трудового Красного Знамени, «За заслуги перед Отечеством» IV степени (2005), Отечественной Войны II степени, Красной Звезды.
- Заслуженный деятель науки и техники РСФСР.
- Боевые награды: медали «За боевые заслуги», «За оборону Москвы», «За оборону Ленинграда», «За победу над Германией».
- Благодарность Президента Российской Федерации (27 декабря 1999 года) — за большой вклад в развитие отечественной науки, многолетний добросовестный труд[8].
- Почётный гражданин города Карабаново (27.02.2012)[9].

## Память
В МГТУ открыта мемориальная доска К. С. Колесникову.

## Из библиографии
- Автоколебания управляемых колёс автомобиля / К. С. Колесников. — Москва : Гостехиздат, 1955. — 239 с. : ил.; 20 см.
- Жидкостная ракета как объект регулирования / К. С. Колесников. — Москва : Машиностроение, 1969. — 298 с. : черт.; 22 см.
- Продольные колебания ракеты с жидкостным ракетным двигателем / К. С. Колесников. — Москва : Машиностроение, 1971. — 260 с. : черт.; 22 см.
- Упругий летательный аппарат как объект автоматического управления / К. С. Колесников, В. Н. Сухов. — Москва : Машиностроение, 1974. — 267 с. : ил.; 21 см. — (Основы проектирования систем управления летательными аппаратами. Справочная б-ка инженера-конструктора/ Редколлегия: засл. деят. науки и техники РСФСР, д-р техн. наук, проф. Б. Я. Рябов и др.).
- Динамика топливных систем ЖРД / К. С. Колесников, С. А. Рыбак, Е. А. Самойлов ; Под общ. ред. К. С. Колесникова. — Москва : Машиностроение, 1975. — 171 с. : черт.; 21 см.
- Технологические основы обеспечения качества машин / К. С. Колесников, Г. Ф. Баландин, А. М. Дальский и др.; под общ. ред. К. С. Колесникова. — Москва : Машиностроение, 1990. — 254 с. : ил.; 22 см. — (ОПМ. Основы проектирования машин. Технол. основы проектирования).; ISBN 5-217-01123-8
- Динамика разделения ступеней летательных аппаратов / К. С. Колесников, В. И. Козлов, В. В. Кокушкин. — Москва : Машиностроение, 1977. — 223 с. : ил.; 22 см.
- Оправки переналаживаемые для точных работ : Метод. рекомендации / Науч.-произв. об-ние по комплекс. технол. проектированию станкостроит. предприятий «Оргстанкинпром»; [Исполн. Колесников К. С. и др.]. — М. : ВНИИ информ. и техн.-экон. исслед. по машиностроению и робототехнике, 1987. — 50,[1] с. : ил.; 29 см.

### Учебные пособия
- Колебания жидкости в цилиндрическом сосуде : методич. пос. по курсу «Динамика изделий» / М-во высш. и сред. спец. образования РСФСР, Московское ордена Ленина и ордена Трудового Красного Знамени высш. техн. училище им. Н. Э. Баумана. — Москва : МВТУ, 1964. — 98 с. : ил.; 20 см.
- Динамика ракет : [Учебник для втузов] / К. С. Колесников. — М. : Машиностроение, 1980. — 376 с. : ил.; 21 см.
  - 2-е изд., испр. и доп. — М. : Машиностроение, 2003. — 519 с. : ил.; 22 см; ISBN 5217031492
- Сборник задач по теоретической механике : учебное пособие / Колесников К. С. и др.]; под ред. К. С. Колесникова. — Изд. 3-е, стер. — Санкт-Петербург [и др.] : Лань, 2007. — 446 с. : ил., табл.; 21 см. — (Учебники для вузов. Специальная литература).; ISBN 978-5-8114-0758-3
- Теоретическая механика. Статика : [Учеб. пособие для самостоят. изуч.] / К. С. Колесников, В. И. Дронг; Моск. гос. техн. ун-т им. Н. Э. Баумана. — М. : Изд-во МГТУ, 1992. — 80 с. : ил.; 21 см; ISBN 5-7038-0517-1
- Расчёт и проектирование систем разделения ступеней ракет : учеб. пос. для студентов … по направлению подготовки … «Ракетостроение и космонавтика» / К. С. Колесников [и др.]. — Москва : Изд-во МГТУ им. Н. Э. Баумана, 2006 (М. : Типография «Наука» РАН). — 373 с. : ил., табл.; 22 см; ISBN 5-7038-2889-9
- Механика в техническом университете : Серия : В 8 т. — Москва : Изд-во МГТУ им. Н. Э. Баумана, 1999-. — 22 см. — (Программа «Интеграция»).
  - Т. 1: Курс теоретической механики : учеб. для студентов … по направлению … в обл. техники и технологии / [В. И. Дронг и др.]; под ред. К. С. Колесникова. — М. : Изд-во МГТУ им. Н. Э. Баумана, 2005 (Калуга : ГУП Облиздат). — 735 с. : ил., табл.; 22 см; ISBN 5-7038-1695-5
  - Т. 3: Устойчивость движения и равновесия : Учеб. для студентов … по направлению … в обл. машиностроения и систем упр. / Н. А. Алфутов, К. С. Колесников; Под ред. К. С. Колесникова. — Москва : Изд-во МГТУ им. Н. Э. Баумана, 2003. — 252, [1] с. : ил.; 21 см; ISBN 5-7038-1472-3
  - Т. 4: Теория колебаний : Учеб. для студентов … по направлению … в области машиностроения и приборостроения / М. М. Ильин, К. С. Колесников, Ю. С. Саратов; Под ред. К. С. Колесникова. — М. : Изд-во МГТУ им. Н. Э. Баумана, 2003 (ГУП ИПК Ульян. Дом печати). — 271 с. : ил.; 21 см; ISBN 5-7038-1903-2

### Научно-популярные
- Рассказ о моей жизни / К. С. Колесников. — Москва : Изд-во МГТУ им. Н. Э. Баумана, 2008. — 356, [1] с. : ил., портр.; 22 см; ISBN 978-5-7038-3204-2